# بالاتون‌چیچو
بالاتون‌چیچو (به مجاری: Balatoncsicsó) یک شهرداری در مجارستان است که در ناحیه بالاتون‌فورد واقع شده‌است. بالاتون‌چیچو ۱۳٫۲ کیلومتر مربع مساحت و ۲۲۴ نفر جمعیت دارد.